# Angie (Mother)
Angie (アンジー Anjī?) es un personaje menor del videojuego de GBA: Mother 3.
Angie es una niña de por lo menos 7 años de edad, vive en Tazmily Village al oeste de la plaza central. Su casa es una panadería en la cual trabaja su mamá: Caroline. Nunca se le ha visto relacionada con los conocidos de Lucas como su familia o sus amigos. Siendo una pequeña niña ella se le veía siempre junto a las casas con otros niños pequeños cuando los padres salían, como el caso de cuando buscan a la familia de Flint por el bosque al norte.
- Datos: Q5676718